# Aïn Ben Beida
Ain Ben Beida là một đô thị thuộc tỉnh Guelma, Algérie. Dân số thời điểm năm 2002 là 8.269 người.